# Cynoscion virescens
Cynoscion virescens es una especie de pez de la familia Sciaenidae en el orden de los Perciformes.

## Morfología
• Los machos pueden llegar alcanzar los 115 cm de longitud total y 3.500 g de peso.

## Hábitat
Es un pez de clima tropical y demersal que vive entre 4-70 m de profundidad.

## Distribución geográfica
Se encuentra en el  Atlántico occidental: desde Nicaragua hasta Santos (el Brasil ).

## Observaciones
Es inofensivo para los humanos.

## Uso comercial
Su carne es de excelente calidad y se comercializa fresco, mientras que la vejiga natatoria se utiliza para hacer pegamento.